# Walter Bruns (Schauspieler)
Walter Bruns (* 29. September 1874 in Dresden als Amandus Walther Bruns; † nach 1943) war ein deutscher Theaterschauspieler und Sänger.

## Leben und Wirken
Er war der Sohn des Kammermusikers Friedrich Edmund August Bruns aus Dresden. Nach dem Schulbesuch nahm er eine Schauspiel- und Gesangsausbildung auf. Ab 1907 war er am Königlichen Hoftheater, dem späteren Schauspielhaus in Dresden tätig. Einer seiner letzten dortigen Auftritte war in Vasantasena, einem poetischen Spiel aus Indien, im Januar 1943.